# Schlitzkabel
Schlitzkabel, auch Leckkabel, Leckleitung oder Strahlerkabel genannt, sind elektrische Leckwellenleiter, die als langgestreckte Antennen verwendet werden, zum Beispiel für Rundfunk-, Mobilfunk- oder WLAN-Signale. Es sind Koaxialkabel mit kleinen Schlitzen oder Öffnungen im Außenleiter (Schirm), durch die das HF-Signal über die ganze Länge des Kabels abgestrahlt oder aufgenommen werden kann.
Durch Schlitzkabel können insbesondere lange Innenbereiche gleichmäßig und kostengünstig mit Funkdiensten versorgt werden. Die Bezeichnungen Leckkabel und Strahlerkabel beruhen auf der Vorstellung, dass ein Teil der Hochfrequenzleistung radial aus dem Kabel heraus leckt bzw. strahlt.

## Funktion

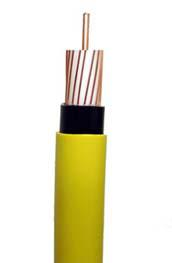
Leckleitung in Form eines Koaxialkabels mit durchlässigem Außenleiter

Die Öffnungen im Außenleiter bilden Inhomogenitäten des Wellenleiters, an denen HF-Energie aus dem Kabel austreten kann. Das elektromagnetische Feld zwischen Innen- und Außenleiter, hier zunächst der Magnetfeldanteil, erzeugt im Schirm einen Oberflächenstrom. Die Umleitung des Oberflächenstroms um die Öffnung im Schirm erzeugt ein Dipolmoment am Ort des Schlitzes. In der Folge wirkt jeder Schlitz als Aperturstrahler, und der magnetische Feldanteil des elektromagnetischen Feldes zwischen Außen- und Innenleiter wird anteilig abgestrahlt. Der elektrische Feldanteil der Welle durchdringt die Öffnung ebenfalls, aber senkrecht zum magnetischen Feldanteil. Durch Größe, Form und Abstand der Öffnungen lässt sich das Abstrahlverhalten eines Schlitzkabels beeinflussen und einstellen.
Während man bei normalen Koaxialkabeln möglichst geringe Verluste anstrebt (die am Kabelende ankommende Signalleistung soll möglichst der am Leitungsanfang eingespeisten Leistung gleichen), verlässt hier ein Teil der eingespeisten Leistung das Kabel kontrolliert an jedem Schlitz. Anders als bei der Signaldämpfung durch Verlustwiderstände eines Kabels wird sie dabei jedoch nicht in Wärme umgewandelt, sondern steht als Funksignal im bestrahlten Raum zur Verfügung.

## Eigenschaften
Der Leitungswellenwiderstand beträgt meist 50 Ohm oder 75 Ohm, wie in der Hochfrequenztechnik üblich. Schlitzkabel besitzen meist eine hohe Frequenzbandbreite, d. h., es kann ein breites Spektrum von Frequenzen übertragen werden. Liegen die Schlitze über nur einem radialen Winkelsegment entlang des Kabels, lässt sich nur in unmittelbarer Nähe des Schlitzkabels eine Richtwirkung erkennen. Im Fernbereich ist die Abstrahlcharakteristik gleichförmig radial. Die Signaldämpfung nimmt über die Kabellänge zu und der verhältnismäßig geringe Antennengewinn nimmt über die Kabellänge ab. Dieser Effekt beschränkt die nutzbare Länge eines Schlitzkabels. Er lässt sich prinzipiell z. B. durch eine Erhöhung der Anzahl der Schlitze zum Kabelende hin kompensieren.

## Anwendungen
Mit Hilfe von Schlitzkabeln können vorzugsweise lange schmale Bereiche mit Funkdiensten versorgt werden. Einsatzgebiete sind z. B.:
- Automation: Bei Robotern, die sich z. B. auf Schienenstrecken bewegen können, wird das Schlitzkabel entlang einer Führungsschiene verlegt und deckt den gesamten Streckenabschnitt mit Funksignalen, z. B. WLAN, ab, so dass eine unterbrechungs- und störungsfreie Kommunikation mit einem Roboter stattfinden kann.
- Gebäude: Für Neubauten von Gebäuden mit öffentlichem Publikumsverkehr, wie zum Beispiel Einkaufszentren, Bürokomplexe, Krankenhäuser, Flughäfen und Industriebauten wird meistens eine gesicherte Funkversorgung mit BOS-Funk vorgeschrieben. Um diese sicherzustellen, wird das Schlitzkabel als Schleife ausgeführt und von beiden Enden gespeist, um im Falle einer Unterbrechung weiterhin eine Versorgung zu gewährleisten. Als ein weiteres Beispiel sei die Funkversorgung der Allianz Arena mit TETRA erwähnt, für die ca. 2,5 Kilometer Schlitzkabel im gesamten Stadion verlegt wurde.
- Bergbau: Auch in modernen Bergwerken werden Schlitzkabel verwendet. Wie in Tunneln wirkt der Vorteil gegenüber herkömmlichen Antennen, dass eine "Ausleuchtung" des Bergwerkes trotz Kurven und Abzweigungen möglich ist.
- U-Bahn: Über ein im gesamten Tunnel verlegtes Schlitzkabel wird den Fahrgästen die Nutzung des GSM und UMTS ermöglicht (z. B. U-Bahn Hamburg seit 2006, S-Bahn Hamburg, Stadtbahn Hannover und U-Bahn Berlin). Weitere Verwendungszwecke sind die Versorgung mit BOS-Funk (z. B. Stadtbahn Stuttgart) oder Betriebsfunk. In der U-Bahn Hamburg werden alle öffentlichen Mobiltelefonnetze in GSM und UMTS, der digitale BOS-Funk und der digitale Betriebsfunk in das Breitbandstrahlerkabel eingespeist.
- Straßentunnel: Neben der Versorgung mit GSM, sowie auch für UMTS, LTE und teilweise bereits mit 5G werden hier häufig auch Funksignale des BOS-Funk und des Rundfunks (zur Information der Autofahrer) transportiert. Beispiel: Im Elbtunnel in Hamburg wird u. a. der Radiosender NDR 2 über ein Schlitzkabel eingespeist. Im Notfall ist es hier möglich, das Rundfunksignal im Tunnel mit einem Sendesignal für Durchsagen zur Information der Autofahrer zu ersetzen.
- Eisenbahntunnel: Auf der ICE-Schnellfahrstrecke Köln–Rhein/Main sind alle Tunnel mit GSM 900 und DCS 1800 über Schlitzkabel versorgt. Das verwendete Schlitzkabel kann zu einem späteren Zeitpunkt auch für die Übertragung von UMTS verwendet werden. In der Schweiz wird die Tunnelversorgung von GSM-R über Schlitzkabel sichergestellt. Zusätzlich werden über die Schlitzkabel in sämtlichen Bahntunnels GSM-(nur noch bis Ende 2020), UMTS- sowie LTE-Dienste eingespeist. Derzeit wird die Einspeisung von 5G-Diensten vorbereitet.
- Eisenbahn: Am Eisenbahngleis werden Schlitzkabel für das Übertragungssystem Euroloop des europäischen Zugsicherungssystems ETCS Level 1 genutzt.
- Im Zug: Über ein Schlitzkabel in der Decke des Waggons werden die Fahrgäste mit GSM-, UMTS-, LTE- und 5G-Diensten (in Deutschland derzeit nur GSM) versorgt. Dieses stellt über einen in-train-Repeater und eine Außenantenne die Verbindung zum Mobilfunknetz sicher. Vorteil der Verwendung eines Schlitzkabels gegenüber einer herkömmlichen Antenne ist hierbei die geringere punktuelle Strahlenbelastung der Fahrgäste durch gleichmäßigere Verteilung der Sendeleistung über die mit Mobilfunk versorgte Fläche.
- Flugzeug: In modernen Flugzeugkabinen kommen Schlitzkabel zur Versorgung der Kabine mit GSM und WLAN zum Einsatz. Hier sind die Sendeleistungen um Größenordnungen zu gering, um ungewollte Beeinflussungen der Steuerelektronik des Flugzeugs zu bewirken.
- Luftfahrt: Instrumentenlandesystem (ILS): End-Fire-Gleitweg-Antenne[1] (die Signalausbreitung ist von Bodenreflexionen unabhängig) und Landekurssender-Antennen.